# Midori Ishii
Midori Ishii (jap. 石井 みどり, Ishii Midori; * 23. Juni 1949) ist eine japanische Politikerin.
Ishii studierte bis 1976 Zahnmedizin an der Tsurumi-Universität. 1980 eröffnete sie eine Klinik für Kinderzahnheilkunde in Hiroshima. In der Folgezeit profilierte sie sich als Mitglied der Liberaldemokratischen Partei als Gesundheitspolitikerin in der Präfektur Hiroshima. Ab 2004 arbeitete sie im Ministerium für Gesundheit, Arbeit und Soziales. Im gleichen Jahr wurde sie Direktorin des japanischen Dentistenverbandes. 2007 wurde Ishii in das Sangiin, das Oberhaus des japanischen Parlaments, gewählt, wo sie u. a. Vorsitzende des Sozial- und Arbeitsausschusses (2013–14), des Ausschusses für Verbraucherschutz (2014–15) und des Rechnungsausschusses (2018–19) war. Zur Oberhauswahl 2019 trat sie nach zwei persönlichen Wahlperioden [=vier der Kammer] nicht mehr an.